# Croix Scaille

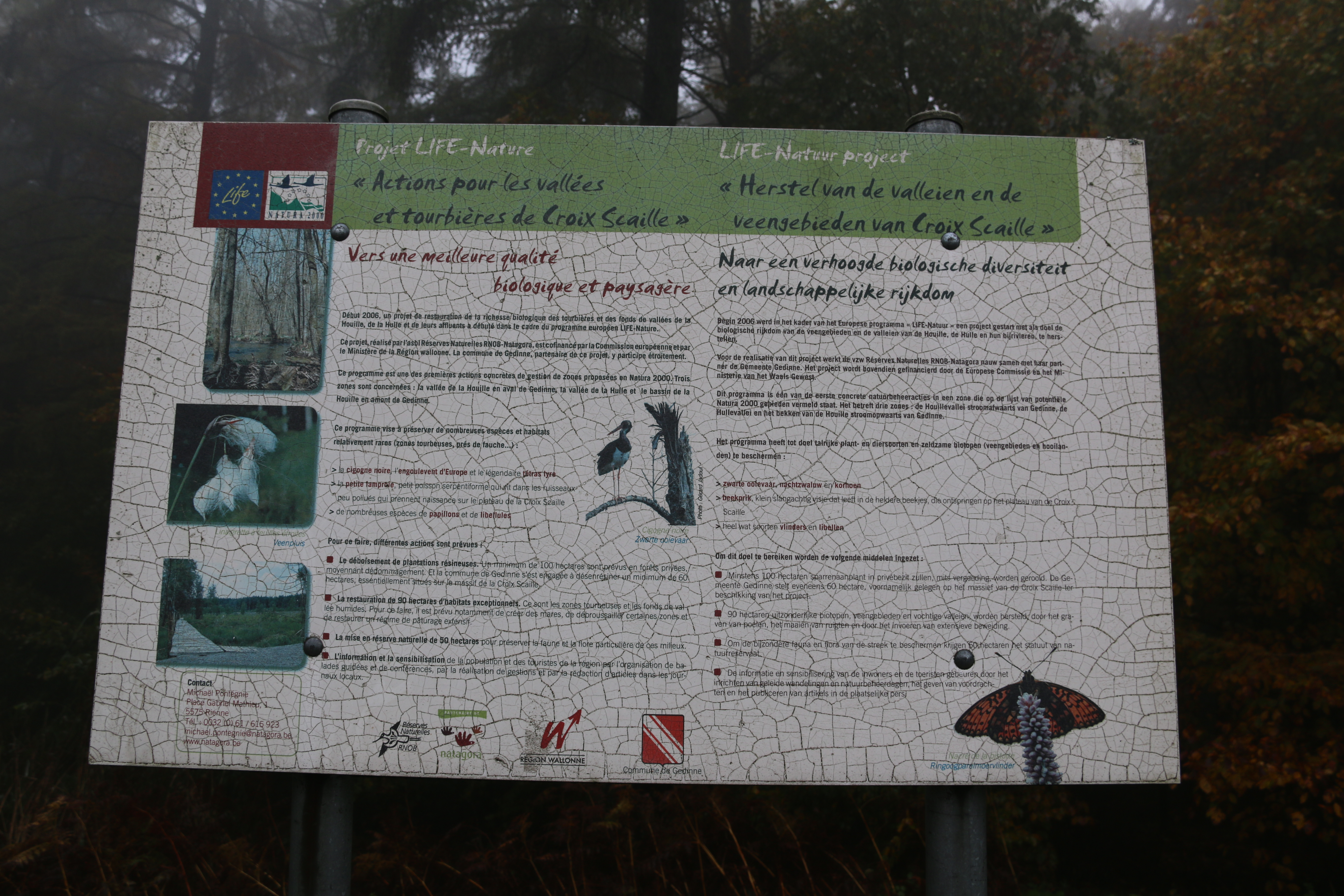
Life-project veenherstel op Croix-Scaille

De Croix-Scaille (505 m) nabij Gedinne, op de Frans-Belgische grens in de Ardennen is het hoogste punt van de Belgische provincie Namen in het Natuurpark Zuidelijke Ardennen. De naam zou komen van Croix d'escaille (leistenen kruis), een kruis dat in 1592 door een stel uit het Franse Château-Regnault werd opgericht op de plaats waar eerder hun zoon was vermoord. Vlakbij staat de hoeve Ferme Jacob, waar het kruis in 1937 werd teruggevonden en werd ingemetseld boven de voordeur.
Het plateau bestaat uit loof- en naaldwouden en veengebieden (natuurreservaat Fange de l'Abîme).  Op het plateau ontspringen de Houille en de Hulle. Grote delen van het uitgestrekte bos- en veengebied zijn Europees beschermd als Natura 2000-gebied (BE35040 - Vallée de la Hulle).
Tussen 2006 en 2009 werd een Life-project uitgevoerd waarbij venen werden hersteld en ruimte werd gecreëerd voor natuurlijk loofbos.
In 2011 werd rond Croix-Scaille de eerste wolf op Belgische bodem gespot. In de beken leeft bever, zwanenmossel, beekprik, rivierdonderpad. Op de venen (met struikheide, dopheide, wollegras, veenpluis, gagel, koningsvaren) komt venwitsnuitlibel, plasrombout, smaragdlibel en kleine tanglibel voor. Er komen ook veel vogels voor, waaronder roodborsttapuit, klapekster, nachtzwaluw, hazelhoen en kruisbek. Tijdens de najaarstrek trekken de venen en moerassen mees, goudhaantje, watersnip, kraanvogel aan.
Tijdens de Tweede Wereldoorlog was het onherbergzame Croix-Scaille een schuiloord voor verzetsstrijders (Le Camp du Maquis). De Espace Liberté 44 herinnert hieraan.
Op het plateau staat de Tour du Millénaire, een 60 meter hoge uitkijktoren die er in 2001 werd opgericht. De toren die grotendeels opgebouwd was in hout, werd in 2008 omwille van houtrot afgebroken en werd ondertussen vervangen door een vrijwel identieke metalen versie. Deze werd in 2012 geopend voor het publiek.
Aan Franse zijde ligt het domaniaal bos van Croix-Scaille.

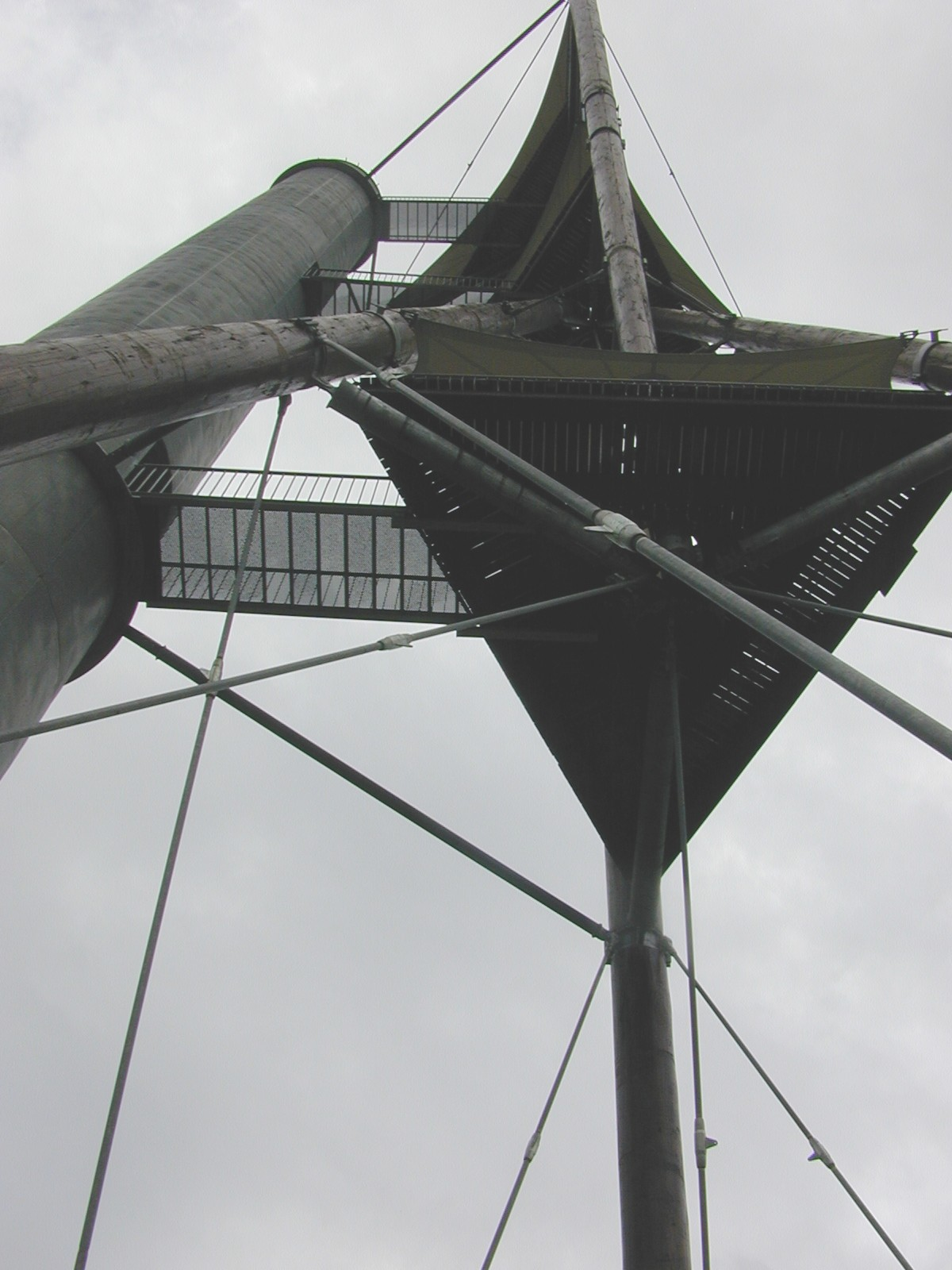
Millenniumtoren van Gedinne